# Archspire
Az Archspire kanadai technikás death metal együttes.

## Története
Az együttes 2007-ben alakult Vancouverben, Defenestrated néven.  2009-ben Archspire-re változtatták. Diszkográfiájuk három nagylemezt tartalmaz. 2013-ban lemezszerződést kötöttek a Season of Mist kiadóval. Ugyanebben az évben Jason Evil alapító tag stroke-ot kapott, ezért kivált az együttesből.

## Tagok
- Tobi Morelli - gitár (2009-)
- Dean Lamb - gitár (2009-)
- Spencer Prewett - dob (2009-)
- Oliver Rae Aleron - ének (2009-)
- Jared Smith - basszusgitár (2016-)

## Korábbi tagok
- Jason Evil - basszusgitár, vokál (2009-2013)
- Clayton Harder - basszusgitár (2013-2016)
- Shawn Hache - ének (2009)

## Diszkográfia
- All Shall Align (2011)
- The Lucid Collective (2014)
- Relentless Mutation (2017)
- Bleed the Future (2021)